# Carlo Martino Carlone
Pour les articles homonymes, voir Carlone.
Pour les autres membres de la famille, voir Famille Carlone.
Carlo Martino Carlone (né vers 1616 à Scaria, aujourd'hui Lanzo d'Intelvi † † 13 avril 1667 Vienne) est un architecte lombard.

## Biographie
Carlo Martino Carlone est issu d'une famille d'artistes, les Carlone. Il avait deux frères plus âgés, Domenico et Silvestro. En 1644, Carlone est présent à Vienne, mais sans doute, est-il arrivé plus tôt. Il portait à Vienne le titre de Baumeister der Kaiserin-Witwe (architecte de l'impératrice douairière). Le titre se réfère à Éléonore, l'épouse de l'empereur Ferdinand III.
Carlone a travaillé en étroite collaboration avec son oncle Giovanni Battista Carlone. Après la mort de ce dernier, il a repris son bureau et a épousé sa veuve Elisabeth.
Peu de temps avant sa mort en 1667, il a épousé une veuve, la fille du mathématicien Riolli.

## Réalisations
- Palais d'Esterházy à Eisenstadt:

Dans cette construction, il est responsable de l'introduction du style baroque dans l'ancien Wasserburg gothique.
- Église des Servites à Vienne:

Carlone a peut-être été le maître d'œuvre de la construction dans ce cas.
- Château Petronell (de):

Pour ce château, il a travaillé en collaboration avec Domenico Carlone (de).
- Hofburg:

Carlone a érigé en collaboration avec Domenico Carlone, l'Amalienburg et l'aile Léopoldine dans les années 1660/1666, mais qui était déjà détruite par le feu en 1668.

## Galerie

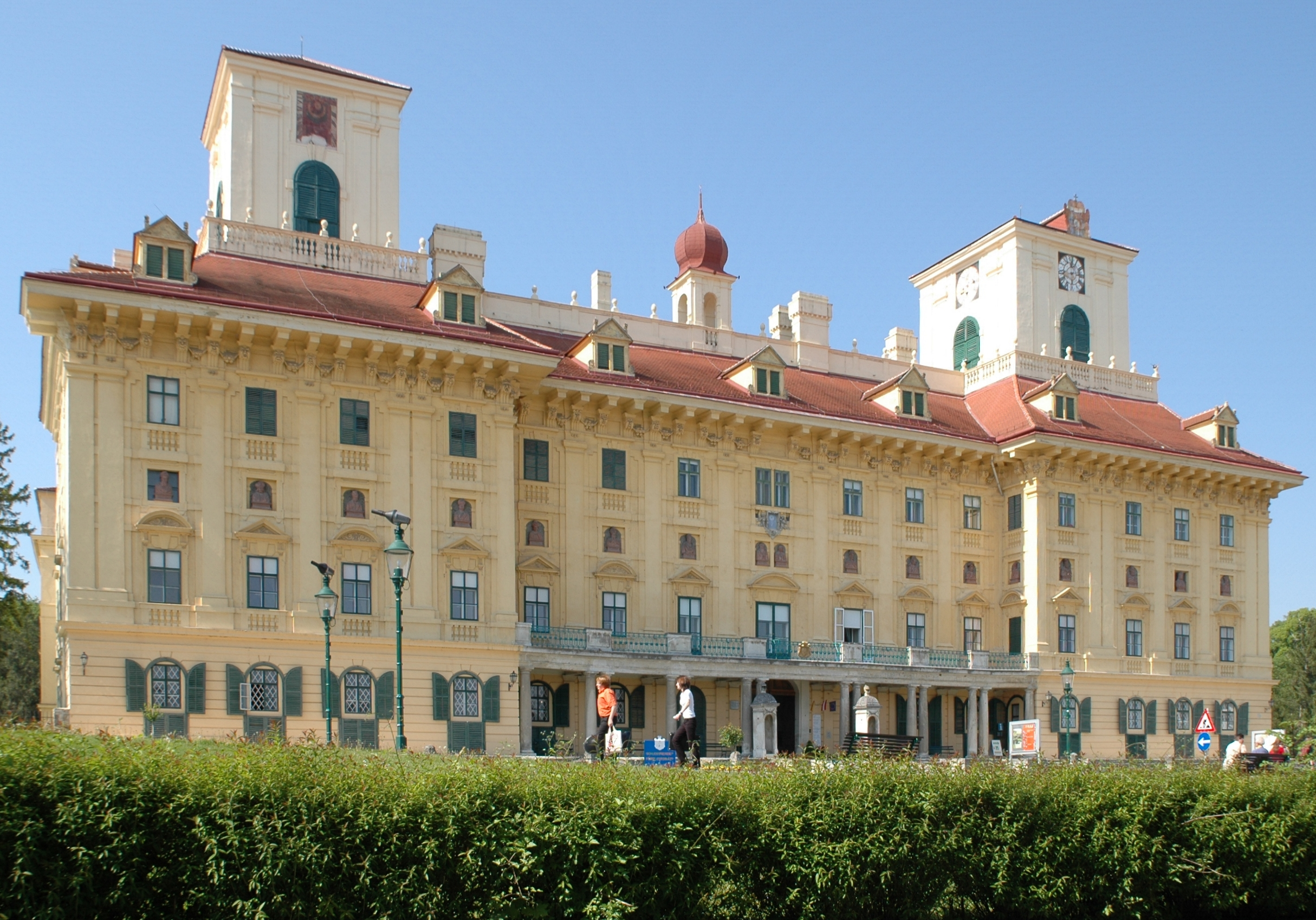
Palais d'Esterházy à Eisenstadt
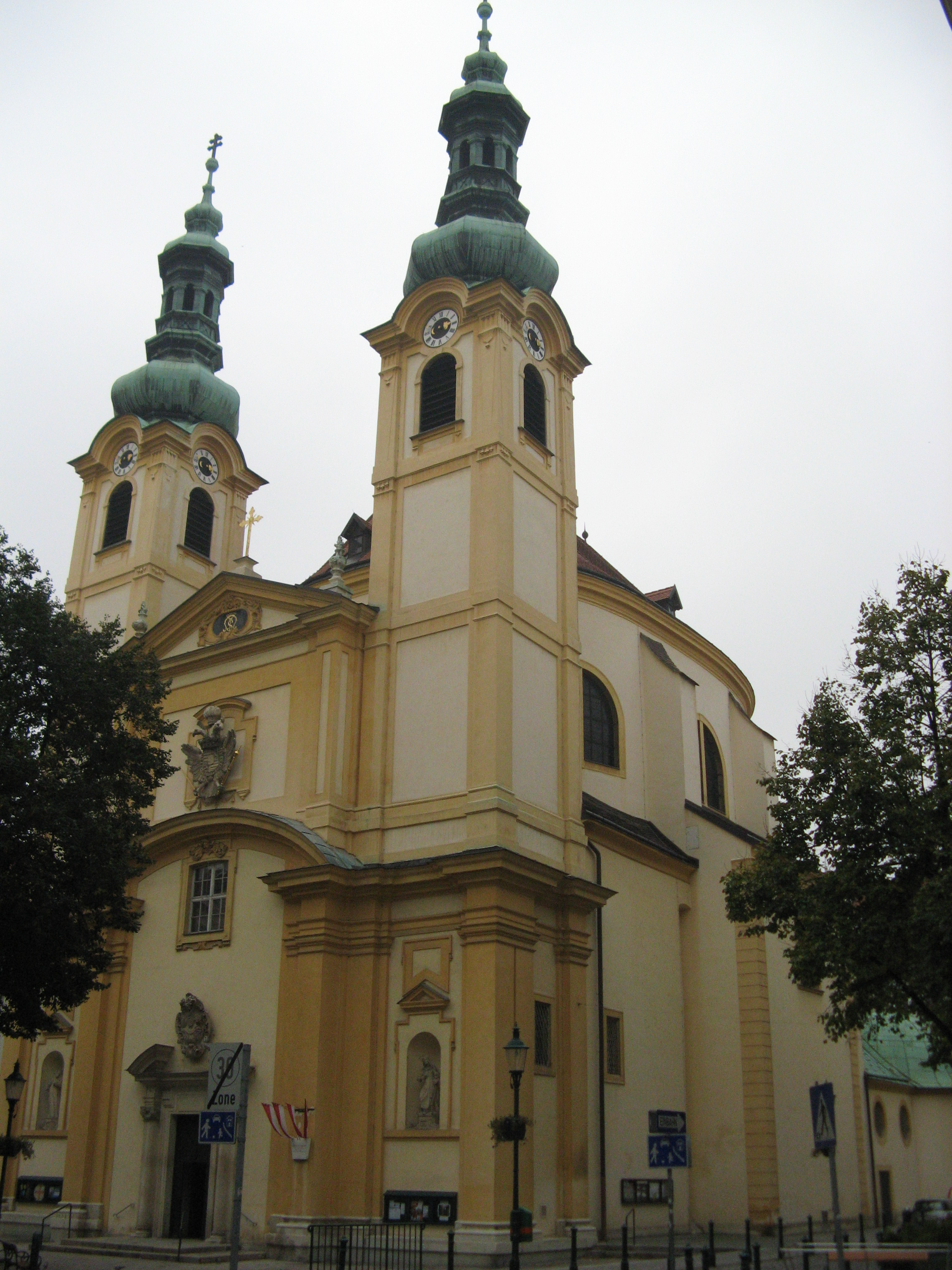
Église des Servites à Vienne
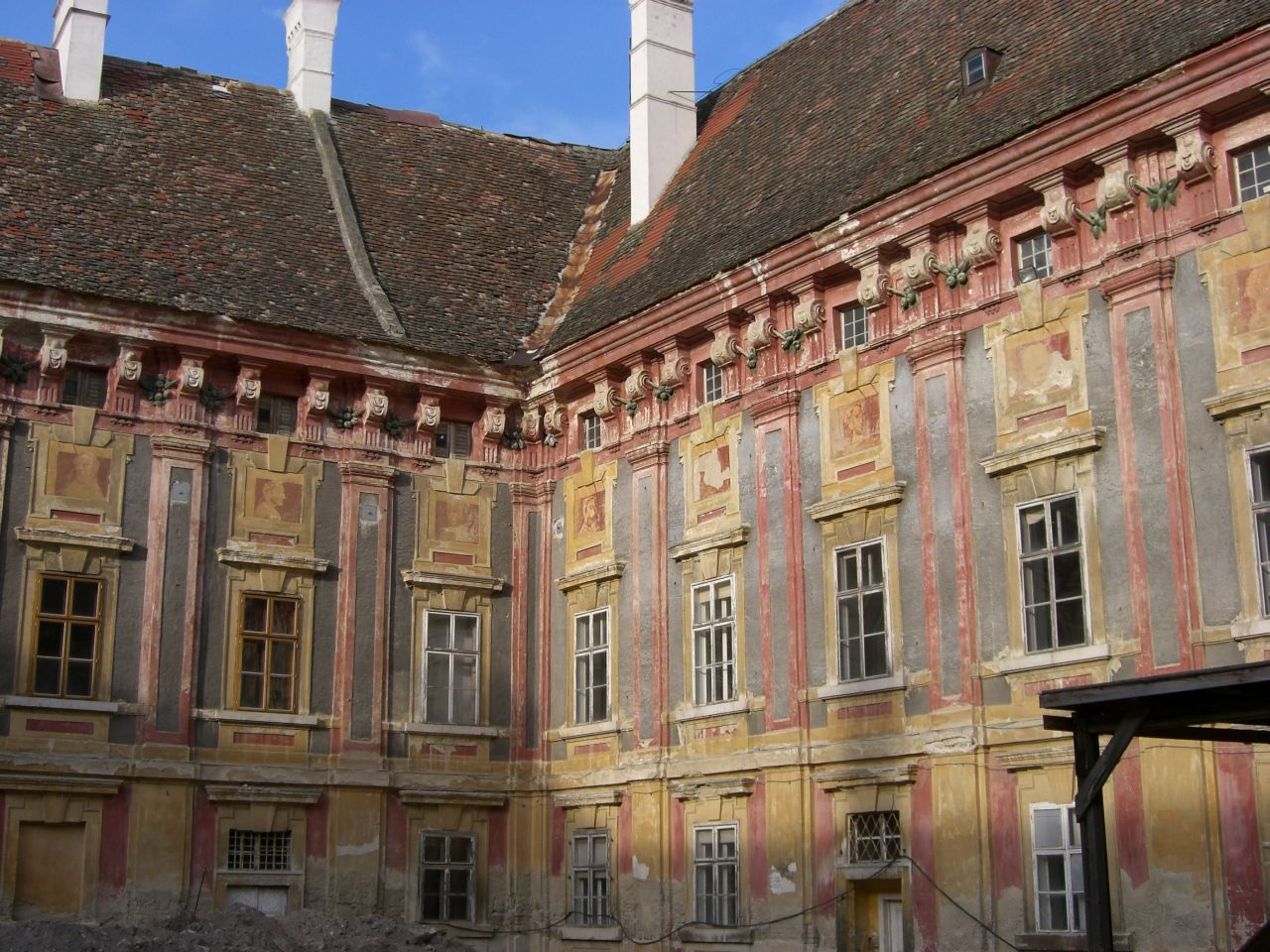
Cour intérieure du château Petronell
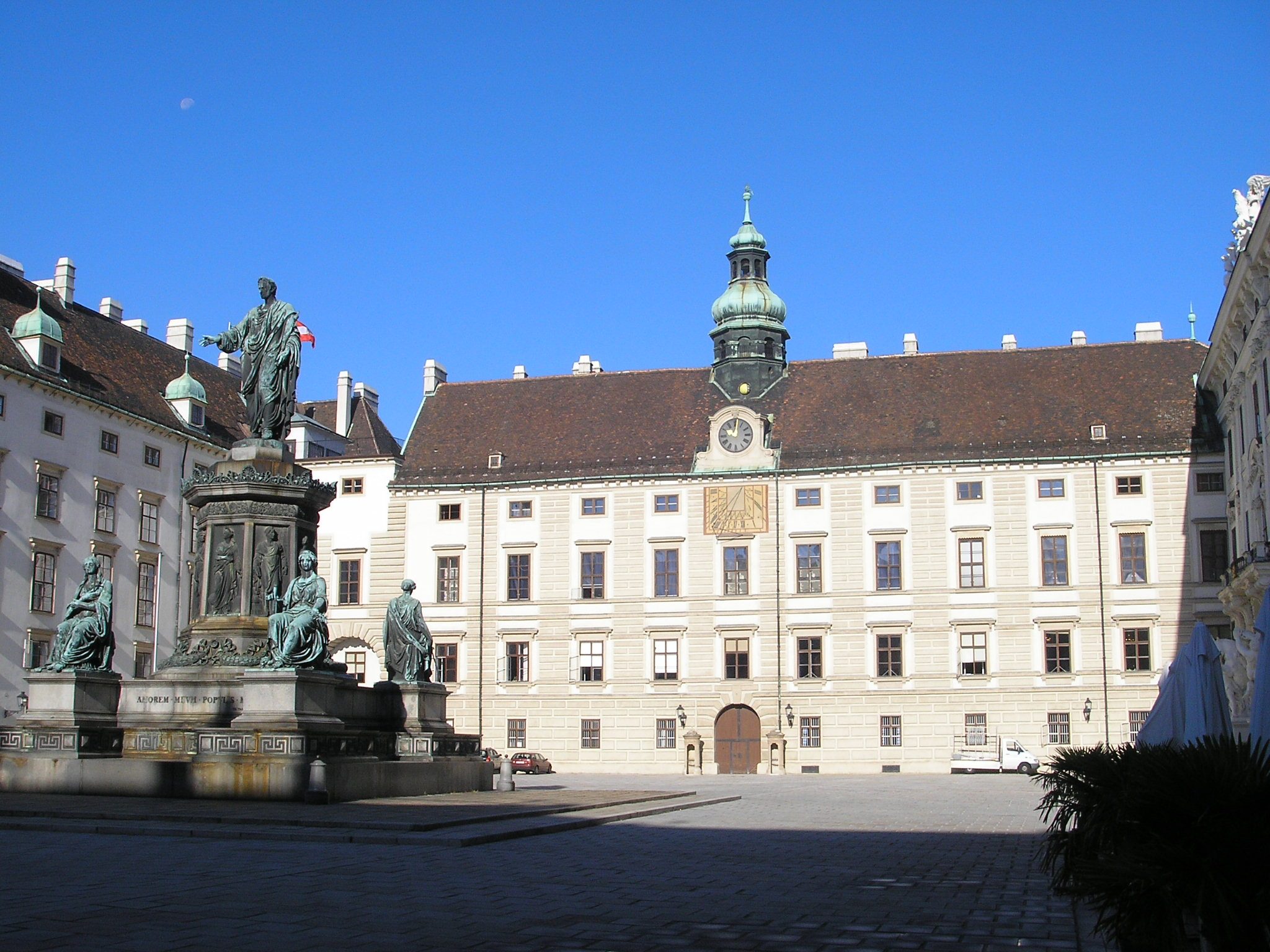
Amalienburg dans la Hofburg à Vienne